# Solier (métier)
Pour les articles homonymes, voir Solier.
Un solier ou poseur de revêtements de sol et de mur est un métier qui fait partie de l'aménagement et la finition des bâtiments. C'est l'un des derniers corps de métier avec le peintre, les agenceurs et une partie de la menuiserie à intervenir sur un chantier, après le second œuvre.

## Description
Le solier recouvre le sol de moquette, linoléum, sol PVC, sol caoutchouc et parquet flottant, dans différents formats : rouleaux/lés, dalles et lames, ainsi que les murs. Ce métier est assez méconnu du grand public.
Selon le type de local, il choisit ou conseille le client sur le produit le plus adapté en fonction des objectifs recherchés (résistance au trafic, étanchéité, facilité de nettoyage, remontées d’humidité, hygiène, esthétique...) ou bien applique les directives d’un architecte.
Il est amené à intervenir sur toutes sortes de chantiers (neufs ou rénovations), lieux et surfaces. Il peut aussi bien revêtir quelques mètres carrés chez un particulier que des milliers de mètres carrés dans un hôpital, une école, un supermarché ou un aéroport, par exemple.
Ce métier nécessite de la technicité et de l’expérience pour maîtriser la diversité des matériaux et des produits associés. Il demande aussi beaucoup de minutie dans la préparation du support (ragréage, chape béton, ponçage, nettoyage) qui déterminera la qualité technique et le rendu esthétique final. Le métier de solier étant un métier de décoration, il demande également un certain sens esthétique.
Dans l’exercice de son métier, le solier se réfère aux règles de l’art de la profession qui figurent dans les normes de mise en œuvre (Document Technique Unifié) comme la norme NF DTU 53.12, les cahiers des prescriptions techniques, les guides et notices produits des fabricants.
Ce métier, exigeant, revêt également quelques contraintes physiques imposées par le niveau du sol. C’est pourquoi, le solier doit apprendre les bonnes positions et les bons gestes de mise en œuvre.

## Formation
Différentes formations spécialisées existent pour les jeunes qui souhaitent se former au métier de solier. Pour commencer, le CAP solier moquettiste
permet d’acquérir les techniques de base du métier et de devenir ouvrier professionnel. 
Pour devenir un vrai spécialiste de la pose des revêtements, c’est le titre de solier de l’Union Professionnelle de la finition du bâtiment et de Kaléi qui permet d’approfondir ces notions et d’apprendre les techniques de pose particulières.

## Emplois
En 2013, une grande enquête nationale a montré que la spécialisation « finitions - revêtements de sol » du secteur du bâtiment aurait besoin d’au moins trois cents soliers par an pour faire face aux départs en retraite de la classe d’âge des baby-boomers.
En 2014, le métier de solier a connu l’une des plus fortes augmentations salariales dans les métiers du BTP. Avec une augmentation moyenne de 3 %, cette hausse de salaire bien supérieure à la moyenne nationale, s’explique par les qualifications très spécifiques du solier qui sont très recherchées.